# Письменный, Вячеслав Дмитриевич
Вячеслав Дмитриевич Письме́нный (родился 17 августа 1932, Керчь) — советский и российский учёный в области физики плазмы и лазерной физики, доктор физико-математических наук, профессор, член-корреспондент РАН, автор более 150 научных публикаций и изобретений.

## Биография
В. Д. Письменный родился в 1932 году в Керчи.
После окончания в 1958 году физического факультета Московского государственного университета им. М. В. Ломоносова учился в аспирантуре, а затем работал в НИИ ядерной физики МГУ, где им была создана лаборатория физики плазмы — крупнейшая в стране университетская лаборатория этого профиля.
С 1975 года В. Д. Письменный работал в Филиале Института атомной энергии им. И. В. Курчатова, который в 1991 году был переименован в Троицкий институт инновационных и термоядерных исследований. С 1978 года по декабрь 2003 года В. Д. Письменный — директор, а с декабря 2003 года по май 2005 года — научный руководитель этого института.
Участник ликвидации последствий аварии на ЧАЭС. Один из основателей движения студенческих строительных отрядов.
В 1995 году в Керчи им был учрежден Благотворительный фонд «Деметра», целью которого являлось сохранение и популяризация культурного и исторического наследия Керчи и Восточного Крыма.
В феврале 2008 года суд признал Письменного виновными в мошенничестве и злоупотреблении служебным положением. Письменный был приговорён к четырём годам лишения свободы условно

## Научные исследования
Основными направлениями научных исследований В. Д. Письменного являются изучение динамики плазмы и разработка способов возбуждения мощных газовых лазеров с использованием ионизирующего излучения. Им были обнаружены такие физические явления и процессы как рождение и развитие перегревной неустойчивости, выявлена существенная роль линейчатого излучения примесей в энергобалансе термоядерной плазмы, экспериментально показана возможность получения лазерной генерации при возбуждении газовых сред энергией ядерных реакций.

## Награды
За успехи в производственной и общественной деятельности В. Д. Письменный награждён орденом «Знак Почёта» (1967), орденом Мужества (1996) и 4 медалями. Является лауреатом Государственной премии СССР (1978) и Ленинской премии (1984).
Почётный гражданин Керчи (2006).
Почётный гражданин Троицка (1997).